# 多布羅夫利亞內 (伊凡諾-法蘭科夫斯克州)
48°59′12″N 24°47′25″E / 48.98667°N 24.79028°E
多布羅夫利亞內（羅馬化：Dobrovliany）是烏克蘭西部的村莊，隸屬伊萬諾-弗蘭科夫斯克州的伊萬諾-弗蘭科夫斯克區。該村始建於1378年，面積5.2平方公里，2001年人口214，人口密度每平方公里41.2人。